# Жордания, Андрей Дмитриевич
Андре́й (Андро́) Дми́триевич Жорда́ния (груз. ანდრო დიმიტრის ძე ჟორდანია; 4 (17) ноября 1904, Ланчхути, Кутаисская губерния, Российская империя — 25 апреля 1974, Тбилиси, Грузинская ССР, СССР) — советский футболист (полузащитник, нападающий) и футбольный тренер. Участник Великой Отечественной войны. Заслуженный мастер спорта СССР (1947), Заслуженный тренер СССР (1960).
Считался одним из сильнейших футболистов Закавказья 1920-х — начала 1930-х годов. Как тренер трижды приводил тбилисское «Динамо» к бронзовым медалям чемпионата СССР. В 1940 году привёл ивановскую «Основу» к победе в Кубке РСФСР. Является единственным в истории ивановского «Текстильщика» обладателем званий заслуженного мастера спорта и заслуженного тренера СССР.

## Биография

### Игровая карьера
Родился 4 (17) ноября 1904 года в городе Ланчхути. Начал играть в футбол в 1918 году в школьной команде в Тифлисе (ныне Тбилиси). В 1920-е годы выступал за команду Тбилисского университета и тифлисское «Динамо». Быстро стал одним из ведущих футболистов региона, был капитаном сборных Тифлиса, Грузинской ССР и Закавказья. В 1924 году в составе сборной Закавказья стал бронзовым призёром чемпионата СССР.
Карьера Жордании осложнилась из-за его родства с Ноем Жорданией, лидером грузинских меньшевиков, который возглавлял правительство Грузии в 1918—1921 годах. Хотя Андрей Жордания не поддерживал связей с эмигрировавшим родственником, он подвергался политическому преследованию со стороны властей, что в 1932 году вынудило его покинуть родной регион и переехать в Иваново-Вознесенск.
В Иванове Жордания стал капитаном местного «Динамо» и сборной города. В 1933 году по итогам сезона был включён в список «33 лучших футболистов СССР» под № 3 на позиции центрального полузащитника. В 1931 году, выступая за сборную Закавказья, стал серебряным призёром чемпионата СССР. Также входил в состав сборной СССР. С 1936 года выступал за ивановскую команду «Основа» (ныне «Текстильщик»), где вскоре стал играющим тренером.

### Великая Отечественная война
Был участником Великой Отечественной войны. В звании старшего сержанта командовал миномётной ротой. В августе 1943 года в боях в Орловской области его подразделение подавило пять огневых точек, две миномётные батареи, один наблюдательный пункт и уничтожило более 60 солдат и офицеров противника. За эти боевые заслуги был награждён орденом Красной Звезды. В 1944 году получил тяжёлое ранение и был демобилизован.

### Тренерская карьера
Тренерскую деятельность начал ещё в 24 года. В 1936 году стал играющим тренером ивановской «Основы», а в 1938 году полностью сосредоточился на тренерской работе. В 1940 году привёл команду к победе в Кубке РСФСР.
После войны неоднократно возглавлял тбилисское «Динамо», которое под его руководством трижды (в 1946, 1947 и 1959 годах) становилось бронзовым призёром чемпионата СССР и дважды выходило в финал Кубка СССР (1946, 1960). Считался одним из ведущих тренеров страны. Также работал с другими грузинскими командами: «Спартак» (Тбилиси), «Локомотив» (Кутаиси), «Локомотив» (Тбилиси), «Торпедо» (Кутаиси), «Мешахте» (Ткибули).
С 1952 по 1954 год вновь работал в Иванове, возглавляя команду «Красное Знамя» (преемник «Основы»). При нём в команду пришла группа грузинских футболистов. Два сезона подряд ивановцы занимали четвёртое место в финальном турнире класса «Б», останавливаясь в шаге от выхода в высший дивизион (класс «А») советского футбола.
Скончался 25 апреля 1974 года в Тбилиси.

## Стиль игры и тренерский метод
Как футболист Жордания отличался высокой техникой, тактическим чутьём и видением поля. По оценке спортивного журналиста 1960-х годов Владимира Мдивани, Жордания был «настоящим футбольным чародеем» на позиции центрального полузащитника. Был известен исполнением удара через себя в падении («ножницами»), который в Западной Грузии получил название «жорданьевский удар». При этом его игра могла быть жёсткой и грубой. По воспоминаниям футболиста Михаила Сушкова, Жордания часто наносил травмы соперникам, но после матча искренне извинялся, объясняя это игровым азартом.
Как тренер был известен требовательностью, строгостью и авторитарным стилем руководства. По воспоминаниям вратаря Юрия Трофимова, Жордания устанавливал в команде спартанскую дисциплину и «держал всех в ежовых рукавицах». Он был тонким тактиком и аналитиком, обладал феноменальной памятью, мог с точностью воспроизвести на макете игровые эпизоды. Одним из первых в СССР применил тактическую схему с четырьмя защитниками в финале Кубка СССР 1960 года.

## Личность и наследие
Современники отмечали эрудицию, чувство юмора и преданность футболу. Его любимым словом было «Дьявол!», которое он использовал для выражения широкого спектра эмоций — от восторга до возмущения. За это ученики в шутку прозвали его самого «дьяволом».
Автор книги «Мысли о грузинском футболе», в которой изложил свои взгляды на воспитание игроков и философию игры. Фрагменты книги на русском языке были впервые опубликованы в 2022 году в издании «Текстилиада. Хроника ивановского футбола: 1907–2022».

## Достижения

### В качестве игрока
- Серебряный призёр чемпионата СССР: 1931
- Бронзовый призёр чемпионата СССР: 1924

### В качестве тренера
- Бронзовый призёр чемпионата СССР (3): 1946, 1947, 1959
- Финалист Кубка СССР (2): 1946, 1960
- Обладатель Кубка РСФСР: 1940

## Память
- С 1975 года в Грузии разыгрывается Кубок памяти Андро Жордании среди сельских команд[2].
- С 1994 года лучшему тренеру Грузии ежегодно вручается премия его имени[2].
- По итогам опроса газеты «Сахалхо газети» был признан лучшим тренером Грузии XX века наряду с Нодаром Ахалкаци и Анатолием Норакидзе[2].